# Vitis sinocinerea
Vitis sinocinerea är en vinväxtart som beskrevs av Wen Tsai Wang. Vitis sinocinerea ingår i släktet vinsläktet, och familjen vinväxter. Inga underarter finns listade i Catalogue of Life.